# Bracebridgia pyriformis
Bracebridgia pyriformis är en mossdjursart som först beskrevs av Busk 1884.  Bracebridgia pyriformis ingår i släktet Bracebridgia och familjen Adeonidae. Inga underarter finns listade i Catalogue of Life.